# Gino Custer De Nobili
Gino Custer De Nobili (Lucca, 28 febbraio 1881 – Milano, 29 aprile 1969) è stato un poeta italiano.

## Biografia
Gino Custer De Nobili nacque a Lucca da Lorenzo Custer e dalla nobildonna Carlotta De Nobili.
Si diplomò in pianoforte presso l'Istituto Musicale Lucchese "G. Pacini" (oggi “Luigi Boccherini”).
Frequentò a lungo il caffè con annesso negozio di spezie di Alfredo Caselli in via Fillungo a Lucca, luogo di ritrovo per intellettuali ed artisti già alla fine dell'Ottocento; lo frequentavano Giovanni Pascoli, Alfredo Catalani, Giacomo Puccini, Gustavo Giovannetti e Lorenzo Viani.
Manifestò precocemente una vena di poeta vernacolare e i suoi versi in dialetto lucchese, "Le poesie di Geppe", uscirono per la stampa nel 1906.
Dopo il matrimonio con la cugina Lela Lippi, nel 1911 si trasferì a Milano e con l'aiuto di Puccini iniziò la frequentazione dell'ambiente teatrale.
Tra il 1920 e il 1936 musicò testi poetici, scrisse alcune commedie e il libretto dell'opera “Petronio” di Gustavo Giovannetti.
Nel 1933 pubblicò una seconda raccolta di poesie in vernacolo dal titolo "Lucca mia bella", la cui copertina era stata creata dall'amico Gustavo Giovannetti.

## Opere pubblicate
- Le poesie di Geppe, Milano, Cordani, 1906
- Lucca mia bella, nella parlata di Lucca dentro, Milano, Cordani, 1933